# Persone di nome Eleonora
| Questa pagina contiene informazioni ricavate automaticamente dalle voci biografiche con l'ausilio del template Bio e di un bot. L'aggiornamento è periodico e automatico e ricostruisce completamente la pagina. Se manca una persona in questa lista, sei pregato di non aggiungerla, ma accertati piuttosto che la sua voce biografica contenga il template Bio e che i dati anagrafici siano correttamente compilati. Se il template Bio manca, inseriscilo tu stesso o, in alternativa, metti l'avviso {{tmp\|Bio}} che ne segnala la mancanza. Se i dati riportati sono sbagliati, correggi direttamente la voce biografica; le modifiche saranno visibili in questa lista entro pochi giorni. Per chiarimenti vedi il progetto antroponimi. La lista contiene solo le 209 persone che sono citate nell'enciclopedia e per le quali è stato implementato correttamente il template Bio. Pagina aggiornata al 6 ago 2025. |

Questa è una lista di persone presenti nell'enciclopedia che hanno il nome Eleonora, suddivise per attività principale.

## Archeologhe(1)
- Eleonora Bracco, archeologa italiana (Torino, n. 1905 - Roma, † 1977)

## Arciere(2)
- Eleonora Sarti, arciera italiana (Cattolica, n. 1986)
- Eleonora Strobbe, arciera italiana (Pergine Valsugana, n. 1992)

## Attrici(25)
- Eleonora Albrecht, attrice, modella e cantante italiana (Roma, n. 1985)
- Eleonora Bianchi, attrice italiana (Milano, n. 1942)
- Eleonora Bolla, attrice italiana (Valdobbiadene, n. 1986)
- Eleonora Brigliadori, attrice, personaggio televisivo e annunciatrice televisiva italiana (Milano, n. 1960)
- Eleonora Brown, attrice italiana (Napoli, n. 1948)
- Eleonora Cadeddu, attrice italiana (Milano, n. 1995)
- Eleonora Danco, attrice, drammaturga e regista teatrale italiana (Roma, n. 1962)
- Eleonora Di Miele, attrice, conduttrice televisiva e ballerina italiana (Monsummano Terme, n. 1979)
- Eleonora Di Ruscio, attrice italiana (Roma, n. 1985)
- Leonora Fani, attrice italiana (Crocetta del Montello, n. 1954)
- Eleonora Gaggero, attrice italiana (Genova, n. 2001)
- Eleonora Gaggioli, attrice televisiva e ex modella italiana (Roma, n. 1977)
- Eleonora Giorgi, attrice italiana (Roma, n. 1953 - Roma, † 2025)
- Eleonora Giovanardi, attrice italiana (Reggio Emilia, n. 1982)
- Eleonora Ivone, attrice, modella e regista italiana (Roma, n. 1969)
- Eleonora Mazzoni, attrice e scrittrice italiana (Forlì, n. 1965)
- Eleonora Morana, attrice italiana (Milano, n. 1922 - Legnago, † 2011)
- Nora Ricci, attrice italiana (Viareggio, n. 1924 - Roma, † 1976)
- Eleonora Romandini, attrice italiana (Milano, n. 1993)
- Eleonora Rossi Drago, attrice italiana (Genova, n. 1925 - Palermo, † 2007)
- Eleonora Sergio, attrice italiana (Lecce, n. 1979)
- Eleonora Timpani, attrice italiana (Roma, n. 1991)
- Eleonora Vallone, attrice e giornalista italiana (Roma, n. 1953)
- Eleonora Vargas, attrice italiana (Macerata)
- Eleonora Wexler, attrice argentina (Buenos Aires, n. 1974)

## Attrici teatrali(1)
- Eleonora Duse, attrice teatrale italiana (Vigevano, n. 1858 - Pittsburgh, † 1924)

## Badesse(1)
- Eleonora d'Este, badessa italiana (Modena, n. 1597 - Modena, † 1661)

## Botaniche(1)
- Eleonora Francini, botanica italiana (Sesto Fiorentino, n. 1904 - Firenze, † 1984)

## Calciatrici(13)
- Eleonora Benucci, ex calciatrice italiana (n. 1987)
- Eleonora Binazzi, calciatrice italiana (Bagno a Ripoli, n. 1990)
- Eleonora Bischi, calciatrice italiana (Roma, n. 1986)
- Eleonora Buiatti, ex calciatrice italiana (Cividale del Friuli, n. 1989)
- Eleonora Bussu, ex calciatrice italiana (Civitavecchia, n. 1991)
- Eleonora Cunsolo, calciatrice italiana (Roma, n. 1996)
- Eleonora Goldoni, calciatrice italiana (Finale Emilia, n. 1996)
- Eleonora Oliva, calciatrice italiana (Lavagna, n. 1998)
- Eleonora Petralia, calciatrice italiana (Ferrara, n. 1989)
- Eleonora Piacezzi, calciatrice italiana (Treviglio, n. 1995)
- Eleonora Prost, calciatrice italiana (Parma, n. 1990)
- Eleonora Rosso, calciatrice italiana (Savigliano, n. 1995)
- Eleonora Salamon, calciatrice italiana (Conegliano, n. 1992)

## Canottiere(2)
- Eleonora Kaminskaitė, canottiera lituana (Stakliškės, n. 1951 - Kaunas, † 1986)
- Eleonora Trivella, canottiera italiana (Pisa, n. 1990)

## Cantanti liriche(1)
- Eleonora de Cisneros, cantante lirica statunitense (New York, n. 1878 - New York, † 1934)

## Cestiste(8)
- Eleonora Comito, ex cestista e arbitro di pallacanestro italiana (Siracusa, n. 1986)
- Eleonora Costi, ex cestista italiana (Mirandola, n. 1983)
- Eleonora Lascala, ex cestista italiana (Torino, n. 1982)
- Eleonora Magaddino, ex cestista italiana (Trapani, n. 1975)
- Eleonora Palmas, ex cestista italiana (Sassari, n. 1966)
- Eleonora Vild, ex cestista jugoslava (Bačka Topola, n. 1969)
- Eleonora Villa, cestista italiana (Lissone, n. 2004)
- Eleonora Zanetti, ex cestista italiana (Vicenza, n. 1994)

## Cicliste su strada(3)
- Ellen van Dijk, ciclista su strada e pistard olandese (Harmelen, n. 1987)
- Eleonora Gasparrini, ciclista su strada e pistard italiana (Torino, n. 2002)
- Eleonora Patuzzo, ex ciclista su strada e pistard italiana (Bovolone, n. 1989)

## Conduttrici televisive(1)
- Eleonora Pedron, conduttrice televisiva e attrice italiana (Camposampiero, n. 1982)

## Danzatrici(2)
- Eleonora Abbagnato, ballerina italiana (Palermo, n. 1978)
- Eleonora Scopelliti, ballerina, coreografa e attrice italiana (Roma, n. 1980)

## Doppiatrici(2)
- Eleonora De Angelis, doppiatrice, direttrice del doppiaggio e dialoghista italiana (Roma, n. 1967)
- Eleonora Reti, doppiatrice italiana (Roma, n. 1980)

## Filologhe(1)
- Eleonora Vincenti, filologa italiana (Monaco di Baviera, n. 1928 - Torino, † 2015)

## Fumettiste(1)
- Eleonora Carlini, fumettista e illustratrice italiana (Roma, n. 1985)

## Ginnaste(1)
- Eleonora Romanova, ginnasta russa (Krasnodon, n. 1998)

## Giocatrici di curling(1)
- Eleonora Alverà, giocatrice di curling italiana (Cortina d'Ampezzo, n. 1982)

## Giornaliste(3)
- Eleonora Bagarotti, giornalista e saggista italiana (Piacenza, n. 1967)
- Eleonora Daniele, giornalista e conduttrice televisiva italiana (Padova, n. 1976)
- Eleonora Meleti, giornalista, conduttrice televisiva e scrittrice greca (Atene, n. 1978)

## Hockeiste su ghiaccio(3)
- Eleonora Bonafini, hockeista su ghiaccio italiana (Riva del Garda, n. 1995)
- Eleonora Dalprà, ex hockeista su ghiaccio italiana (Cavalese, n. 1989)
- Eleonora Frigo, ex hockeista su ghiaccio italiana (Pinerolo, n. 2001)

## Letterate(1)
- Eleonora di Poitiers, letterata francese (Poitiers)

## Marciatrici(2)
- Eleonora Dominici, marciatrice italiana (Palestrina, n. 1996)
- Eleonora Giorgi, marciatrice italiana (Milano, n. 1989)

## Matematiche(1)
- Eleonora Di Nezza, matematica italiana (n. 1986)

## Medici(1)
- Eleonora Cantamessa, medico italiano (Trescore Balneario, n. 1969 - Chiuduno, † 2013)

## Mezzofondiste(2)
- Eleonora Berlanda, mezzofondista italiana (Bolzano, n. 1976)
- Eleonora Vandi, mezzofondista italiana (Pesaro, n. 1996)

## Mezzosoprani(1)
- Eleonora Grossi, mezzosoprano italiano (Napoli, n. 1837 - † 1879)

## Modelle(3)
- Eleonora Benfatto, ex modella e conduttrice televisiva italiana (Camposampiero, n. 1973)
- Bimba Bosé, modella, cantante e attrice spagnola (Roma, n. 1975 - Madrid, † 2017)
- Yuriko Tiger, modella italiana (Savona, n. 1993)

## Mountain biker(1)
- Eleonora Farina, mountain biker italiana (Trento, n. 1990)

## Musiciste(1)
- Eleonora Baroni, musicista e cantante italiana (Mantova, n. 1611 - Roma, † 1670)

## Nobildonne(13)
- Eleonora degli Albizi, nobildonna italiana (Firenze, n. 1543 - Firenze, † 1634)
- Eleonora Bernardini, nobildonna italiana (Lucca, n. 1773 - Lucca, † 1855)
- Eleonora Bentivoglio, nobildonna italiana (n. 1470 - † 1540)
- Eleonora d'Asburgo-Teschen, nobildonna (Pola, n. 1886 - Baden, † 1974)
- Eleonora di Bretagna, nobildonna e religiosa inglese (n. 1275 - † 1342)
- Eleonora d'Este, nobildonna italiana (Ferrara, n. 1515 - Ferrara, † 1575)
- Eleonora Gonzaga, nobildonna italiana (n. 1488 - Treviri, † 1512)
- Eleonora Gonzaga di Ludovico, nobildonna italiana (Sabbioneta - Brescia, † 1545)
- Eleonora de' Medici, nobildonna italiana (Firenze, n. 1591 - Firenze, † 1617)
- Eleonora Sofia di Sassonia-Weimar, nobildonna tedesca (Güstrow, n. 1660 - Lauchstädt, † 1687)
- Eleonora di Schleswig-Holstein-Sonderburg-Wiesenburg, nobildonna tedesca (Vienna, n. 1715 - Vienna, † 1760)
- Leonora Álvarez de Toledo, nobildonna spagnola (Firenze, n. 1553 - Barberino di Mugello, † 1576)
- Eleonora di Öttingen-Spielberg, nobildonna tedesca (Oettingen in Bayern, n. 1745 - Vienna, † 1812)

## Nobili(24)
- Eleonora Dorotea di Anhalt-Dessau, nobile (Dessau, n. 1602 - Weimar, † 1664)
- Eleonora Guglielmina di Anhalt-Köthen, nobile tedesco (Köthen, n. 1696 - Weimar, † 1726)
- Eleonora di Anhalt-Zerbst, nobile (Zerbst, n. 1608 - Sønderborg, † 1681)
- Eleonora di Clare, nobile britannica (Caerphilly, n. 1292 - † 1337)
- Eleonora Cobham, nobile britannica (Edenbridge - Castello di Beaumaris, † 1452)
- Eleonora Plantageneta, nobile (Gloucester, n. 1215 - Montargis, † 1275)
- Eleonora di Vermandois, nobile francese († 1218)
- Eleonora di Württemberg, nobile tedesca (Tubinga, n. 1552 - Lichtenberg, † 1618)
- Eleonora di Castiglia, nobile spagnola (n. 1256 - Perpignano, † 1275)
- Eleonora di Borbone-La Marche, nobile (n. 1407)
- Eleonora Gonzaga-Nevers, nobile (Mantova, n. 1630 - Vienna, † 1686)
- Eleonora d'Aragona, nobile italiana (n. 1346 - Giuliana, † 1405)
- Eleonora d'Asburgo, nobile austriaca (Graz, n. 1582 - Hall in Tirol, † 1620)
- Eleonora d'Este, nobile italiana (Ferrara, n. 1561 - Modena, † 1637)
- Eleonora d'Este, nobile italiana (Ferrara, n. 1537 - † 1581)
- Eleonora Luisa Gonzaga, nobile (Guastalla, n. 1686 - Padova, † 1741)
- Eleonora di Montfort, nobile britannica (n. 1252 - Abergwyngregyn, † 1282)
- Eleonora d'Inghilterra, nobile britannica (Woodstock, n. 1318 - Deventer, † 1355)
- Eleonora di Reuss-Köstritz, nobile tedesca (Trzebiechów, n. 1860 - Euxinograd, † 1917)
- Eleonora Maria Teresa di Savoia, nobile italiana (Palazzo Reale di Torino, n. 1728 - castello di Moncalieri, † 1781)
- Eleonora di Savoia, nobile (n. 1280 - † 1324)
- Eleonora di Bretagna, nobile britannica (Corfe Castle, † 1241)
- Eleonora di Lancaster, nobile inglese (n. 1318 - Arundel, † 1372)
- Eleonora di Roucy, nobile francese (Francia, n. 1535 - Condé-en-Brie, † 1564)

## Nuotatrici(1)
- Giuditta Pandini, ex nuotatrice italiana (Milano, n. 1960)

## Ostacoliste(2)
- Eleonora Curtabbi, ostacolista italiana (Torino, n. 1997)
- Eleonora Marchiando, ostacolista e velocista italiana (Aosta, n. 1997)

## Pallanuotiste(1)
- Eleonora Gay, ex pallanuotista italiana (Savona, n. 1979)

## Pallavoliste(5)
- Eleonora Bruno, pallavolista italiana (Pontedera, n. 1994)
- Eleonora Fersino, pallavolista italiana (Chioggia, n. 2000)
- Eleonora Furlan, pallavolista italiana (Ponte di Piave, n. 1995)
- Eleonora Lo Bianco, ex pallavolista italiana (Borgomanero, n. 1979)
- Eleonora Staniszewska, ex pallavolista polacca (Danzica, n. 1978)

## Patriote(2)
- Eleonora de Fonseca Pimentel, patriota, politica e giornalista italiana (Roma, n. 1752 - Napoli, † 1799)
- Eleonora Curlo Ruffini, patriota italiana (Genova, n. 1781 - Taggia, † 1856)

## Personaggi televisivi(1)
- Eleonora Cortini, personaggio televisivo e showgirl italiana (Trieste, n. 1992)

## Pittrici(2)
- Eleonora Monti, pittrice e disegnatrice italiana (Brescia, n. 1727 - † 1762)
- Nori de' Nobili, pittrice e poeta italiana (Pesaro, n. 1902 - Modena, † 1968)

## Politiche(5)
- Eleonora Bechis, politica italiana (Torino, n. 1974)
- Eleonora Cimbro, politica italiana (Bollate, n. 1978)
- Eleonora Evi, politica italiana (Milano, n. 1983)
- Eleonora Forenza, politica e attivista italiana (Bari, n. 1976)
- Eleonora Lo Curto, politica e dirigente pubblica italiana (Palermo, n. 1955)

## Principesse(21)
- Eleonora di Borbone-Condé, principessa francese (Saint-Jean-d'Angély, n. 1587 - Muret-et-Crouttes, † 1619)
- Eleonora d'Angiò, principessa (Napoli, n. 1289 - Nicolosi)
- Eleonora del Belgio, principessa belga (Anderlecht, n. 2008)
- Eleonora Erdmuthe di Sassonia-Eisenach, principessa (Friedewald, n. 1662 - Pretzsch, † 1696)
- Eleonora Gonzaga, principessa italiana (Mantova, n. 1598 - Vienna, † 1655)
- Eleonora Maria di Löwenstein-Wertheim-Rochefort, principessa tedesca (Vienna, n. 1686 - Rotenburg, † 1753)
- Eleonora di Navarra, principessa (Olite, n. 1425 - Tudela, † 1479)
- Eleonora d'Este, principessa e religiosa italiana (Modena, n. 1643 - Modena, † 1722)
- Eleonora di Hohenzollern, principessa prussiana (Königsberg, n. 1583 - Berlino, † 1607)
- Eleonora del Liechtenstein, principessa austriaca (n. 1647 - Graz, † 1704)
- Eleonora Stuart, principessa scozzese (Dunfermline, n. 1433 - Innsbruck, † 1480)
- Eleonora Barbara di Thun-Hohenstein, principessa austriaca (Praga, n. 1661 - Vienna, † 1723)
- Eleonora d'Aragona, principessa italiana (Napoli, n. 1450 - Ferrara, † 1493)
- Eleonora d'Assia-Rotenburg, principessa tedesca (Rotenburg an der Fulda, n. 1712 - Neuburg an der Donau, † 1759)
- Eleonora d'Aviz, principessa portoghese (Torres Vedras, n. 1434 - Wiener Neustadt, † 1467)
- Eleonora Caterina del Palatinato-Zweibrücken-Kleeburg, principessa svedese (Castello di Stegeborg, n. 1626 - Osterholz, † 1692)
- Eleonora del Portogallo, principessa portoghese (Coimbra, n. 1328 - Teruel, † 1348)
- Eleonora Maria di Anhalt-Bernburg, principessa tedesca (Amberg, n. 1600 - Neustrelitz, † 1657)
- Eleonora d'Aragona, principessa (Saragozza, n. 1182 - † 1226)
- Eleonora di Sicilia, principessa italiana (Paternò, n. 1325 - Lérida, † 1375)
- Eleonora di Solms-Hohensolms-Lich, principessa tedesca (Lich, n. 1871 - Ostenda, † 1937)

## Religiose(1)
- Eleonora Gonzaga, religiosa italiana (Mantova, n. 1586 - Mantova, † 1668)

## Scacchiste(1)
- Eleonora Ambrosi, scacchista italiana (Verona, n. 1988)

## Scenografe(1)
- Eleonora Ponzoni, scenografa italiana (Milano, n. 1968)

## Schermitrici(1)
- Eleonora De Marchi, schermitrice italiana (n. 1998)

## Scrittrici(4)
- Eleonora Bellini, scrittrice italiana (Belgirate, n. 1952)
- Eleonora Carta, scrittrice italiana (Iglesias, n. 1974)
- Eleonora C. Caruso, scrittrice italiana (n. 1986)
- Eleonora Cybo, scrittrice italiana (Massa, n. 1523 - Firenze, † 1594)

## Showgirl(1)
- Eleonora Resta, showgirl e modella italiana (Bergamo, n. 1968 - † 2019)

## Sociologhe(1)
- Eleonora Barbieri Masini, sociologa italiana (Los Amates, n. 1928 - Roma, † 2022)

## Soprani(3)
- Eleonora-Noga Alberti, soprano e musicologa argentina (Buenos Aires)
- Eleonora Buratto, soprano italiano (Mantova, n. 1982)
- Eleonora Contucci, soprano italiano (Roma, n. 1967)

## Sovrane(17)
- Eleonora d'Asburgo, regina (Bruxelles, n. 1498 - Talavera la Real, † 1558)
- Eleonora di Provenza, regina (Aix-en-Provence - Amesbury, † 1291)
- Eleonora di Castiglia, sovrana spagnola (n. 1202 - Burgos, † 1244)
- Eleonora di Viseu, regina (Beja, n. 1458 - Lisbona, † 1525)
- Eleonora d'Inghilterra, sovrana inglese (Windsor, n. 1264 - Gand, † 1297)
- Eleonora Maria Giuseppina d'Austria, regina (Ratisbona, n. 1653 - Vienna, † 1697)
- Eleonora d'Inghilterra, regina (Domfront, n. 1162 - Burgos, † 1214)
- Eleonora d'Alburquerque, regina (n. 1374 - Medina del Campo, † 1435)
- Eleonora d'Aragona, regina (Santa Maria del Puig, n. 1358 - Cuéllar, † 1382)
- Eleonora di Trastámara, regina (Castiglia, n. 1402 - Toledo, † 1445)
- Eleonora del Portogallo, regina (n. 1211 - † 1231)
- Eleonora di Castiglia, regina (n. 1310 - Castrojeriz, † 1359)
- Eleonora di Toledo, sovrana spagnola (Alba de Tormes, n. 1522 - Pisa, † 1562)
- Eleonora di Trastámara, regina (n. 1362 - Olite, † 1415)
- Eleonora Telles de Menezes, regina (Trás-os-Montes - Tordesillas, † 1386)
- Eleonora d'Aragona, sovrana spagnola (n. 1333 - Falset, † 1416)
- Eleonora di Castiglia, regina (Burgos, n. 1241 - Harby, † 1290)

## Stiliste(1)
- Eleonora Garnett, stilista estone (Estonia, n. 1902)

## Tenniste(1)
- Eleonora Sears, tennista, giocatrice di squash e giocatrice di polo statunitense (Boston, n. 1881 - Palm Beach, † 1968)

## Violiniste(1)
- Eleonora Montagnana, violinista e attrice italiana (Trieste, n. 1990)

## Youtuber(1)
- Lele Pons, youtuber, cantante e attrice venezuelana (Caracas, n. 1996)

## Senza attività specificata(12)
- Eleonora d'Aquitania, duchessa (Bordeaux, n. 1122 - Fontevrault, † 1204)
- Eleonora Bergman, storica dell'architettura polacca (Łódź, n. 1947)
- Eleonora Giuliana di Brandeburgo-Ansbach, duchessa (Ansbach, n. 1663 - Ansbach, † 1724)
- Eleonora Denuelle, francese (Parigi, n. 1787 - Parigi, † 1868)
- Eleonora di Blois, contessa (n. 1104 - † 1147)
- Eleonora d'Arborea (Molins de Rei - Sardegna, † 1403)
- Eleonora d'Austria, duchessa (Vienna, n. 1534 - Mantova, † 1594)
- Eleonora del Palatinato-Neuburg (Düsseldorf, n. 1655 - Vienna, † 1720)
- Eleonora di Guzmán, spagnola (Siviglia, n. 1310 - Talavera de la Reina, † 1351)
- Eleonora di Normandia, francese
- Eleonora Gonzaga della Rovere, duchessa italiana (Mantova, n. 1493 - Urbino, † 1550)
- Eleonora de' Medici, duchessa italiana (Firenze, n. 1567 - Cavriana, † 1611)